# Sarcophaga jeanleclercqi
Sarcophaga jeanleclercqi är en tvåvingeart som beskrevs av Andy Z. Lehrer 1975. Sarcophaga jeanleclercqi ingår i släktet Sarcophaga och familjen köttflugor.
Artens utbredningsområde är Schweiz. Inga underarter finns listade i Catalogue of Life.